# Eleição municipal de Erechim em 1996
A eleição municipal em Erechim em 1996 decorreu em 3 de outubro para eleger um prefeito, um vice-prefeito e vinte e um vereadores, sem a possibilidade de um segundo turno. Os mandatos dos candidatos eleitos nesta eleição duraram ente 1º de janeiro de 1997 a 1º de janeiro de 2001.
O candidato Luiz Francisco Schmidt, do PDT, foi eleito com mais de 35% dos votos, superando aos adversários Jandir Paulino Santolin, do PMDB - partido do então prefeito Antônio Dexheimer, e Luiz Antônio Tirello, do PPB.

## Resultados

### Prefeito
| Candidato(a)                   | Vice                      | 1º turno 3 de outubro de 1996 | 1º turno 3 de outubro de 1996 |
| Candidato(a)                   | Vice                      | Total                         | Percentagem                   |
| ------------------------------ | ------------------------- | ----------------------------- | ----------------------------- |
| Luiz Francisco Schmidt (PDT)   | Clodomiro Fioravante (PT) | 15.674                        | 35,44%                        |
| Jandir Paulino Santolin (PMDB) |                           | 14.357                        | 32,46%                        |
| Luiz Antônio Tirello (PPB)     |                           | 13.597                        | 30,74%                        |
| Total de votos válidos         | Total de votos válidos    | 43.628                        | 95,61%                        |
| → Votos em branco              | → Votos em branco         | 605                           | 1,37%                         |
| → Votos nulos                  | → Votos nulos             | 1.397                         | 3,06%                         |
| Total                          | Total                     | 45.630                        |                               |
| Abstenções                     | Abstenções                | Desconhecido                  |                               |
| Total de inscritos             | Total de inscritos        | Desconhecido                  | 100%                          |

### Vereadores eleitos
| Partido | Partido | Candidato               | Votos populares | Votos populares |
| Partido | Partido | Nome                    | Votos           | %               |
|         | PFL     | Cezar Caldart           | 1.456           | 3,03%           |
|         | PT      | Anacleto Zanella        | 1.354           | 3,08%           |
|         | PT      | Elio Spanhol            | 1.169           | 2,66%           |
|         | PMDB    | Carlinda Poletto Farina | 1.041           | 2,37%           |
|         | PDT     | João Rosalino Brisotto  | 1.031           | 2,34%           |
|         | PTB     | Jair Loss               | 998             | 2,27%           |
|         | PL      | Pedro Lorenzi           | 997             | 2,27%           |
|         | PTB     | Neuton Luiz Piccoli     | 936             | 2,13%           |
|         | PTB     | Luiz de Brito           | 935             | 2,13%           |
|         | PFL     | Silvério Fortunato      | 842             | 1,91%           |
|         | PMDB    | Moacir João Tormen      | 836             | 1,96%           |
|         | PMDB    | Moacir Anziliero        | 830             | 1,89%           |
|         | PMDB    | Edgar Marmentini        | 825             | 1,88%           |
|         | PMDB    | Volmir Feranti          | 812             | 1,85%           |
|         | PTB     | Alderico Miola          | 787             | 1,79%           |
|         | PTB     | Luiz Alberto Barella    | 748             | 1,70%           |
|         | PPB     | Marcos Lando            | 688             | 1,56%           |
|         | PDT     | Silvestre Cordone       | 680             | 1,55%           |
|         | PL      | Luiz Hilário Ronsoni    | 614             | 1,40%           |
|         | PDT     | Valdemar Loch           | 560             | 1,27%           |
|         | PDT     | Abrão Nunes Martins     | 558             | 1,27%           |

#### Resumo geral
| Total de votos válidos  | Total de votos válidos  | 41.713       |
| Votos apurados          |                         |              |
| Votos válidos           | 91,41%                  | 41.713       |
| Votos em branco         | 5,17%                   | 2.272        |
| Votos nulos             | 3,60%                   | 1.645        |
| Total de votos apurados | Total de votos apurados | 45.630       |
| Eleitores               |                         |              |
| Comparecimento          |                         | Desconhecido |
| Abstenções              |                         | Desconhecido |
| Total de eleitores      | Total de eleitores      | Desconhecido |